# لیودمیلا کیچنوک
 لیودمیلا کیچنوک (انگلیسی: Lyudmyla Kichenok؛ زادهٔ ۲۰ ژوئیهٔ ۱۹۹۲) یک تنیس‌باز اهل اوکراین است.